# エア・サルウィン
エア・サルウィン (ビルマ語: သံလွင် လေကြောင်းလိုင်း, 英語: Air Thanlwin) は、ミャンマーの民間航空会社である。
1996年にヤンゴン航空 (Yangon Airways) として設立、2019年10月に名称を変更した。

## 保有機材
- ATR72-212 : 2機
- ATR72-500 : 2機

## 就航路線
- ヤンゴン
- ダウェイ
- ヘホ（英語版）
- カムティ（英語版）
- チャイントン（英語版）
- ラーショー（英語版）
- マンダレー
- モーラミャイン（英語版）
- ミッチーナー（英語版）
- ネピドー
- ニャウンウー（英語版）
- シットウェ（英語版）
- タチレク（英語版）
- サンドウェ（英語版）

2024年6月現在